# روكي جونيور موران
روكي جونيور موران (بالإنجليزية:  Rocky Moran Jr.)‏ مواليد 11 يناير 1980 في كاليفورنيا، هو سائق فورملا 1 أمريكي سابق.

## روابط خارجية
- روكي جونيور موران على موقع DriverDB.com (الإنجليزية)